# Elektromagnetische Störung

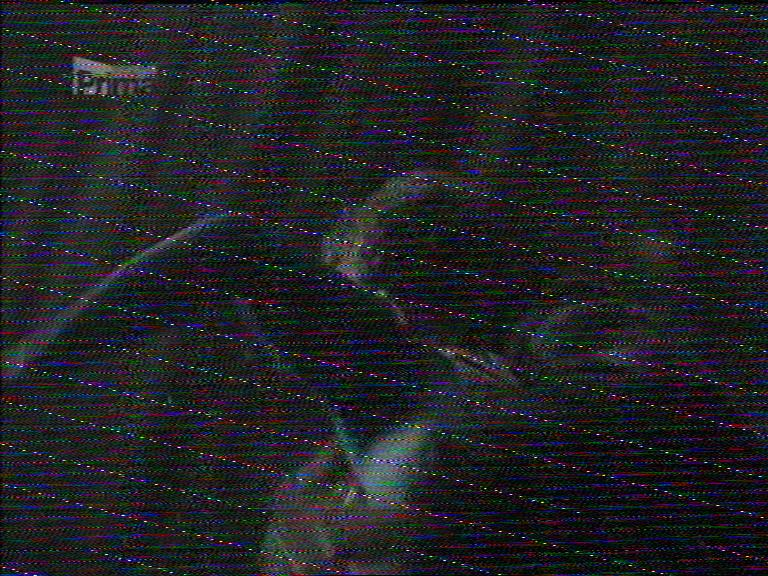
Störung eines analogen TV-Signals

Elektromagnetische Störung (auch Funkstörung) ist die Auswirkung einer durch Aussendung, Ausstrahlung oder Induktion (oder durch die Kombination von Aussendungen, Ausstrahlungen oder Induktionen) entstehende unerwünschte Energie auf den Empfang in einem Funksystem; diese Auswirkung macht sich durch Verschlechterung der Übertragungsgüte, durch Entstellung oder Verlust von Nachrichteninhalten bemerkbar, welche bei Fehlen dieser unerwünschten Energie verfügbar wäre.
Die VO Funk kategorisiert Störungen (englisch interference) wie folgt:
Störung
- Zulässige Störung
- Hingenommene Störung
- Schädliche Störung